# Фредеріка Вюртемберзька
Фредер́іка Єлизав́ета Ам́алія Авѓуста Вюртемб́ерзька (нім. Friederike Elisabeth Amalie Auguste von Württemberg; 27 липня 1765 — 24 листопада 1785) — герцогиня Вюртемберзька з Вюртемберзького дому, донька герцога Вюртембергу Фрідріха Ойгена та маркграфині Фредеріки Бранденбург-Шведтської, дружина принца-регента Петра Ольденбурзького.

## Біографія
Фредеріка народилася 27 липня 1765 року у Трептові-на-Резі сьомою дитиною та другою донькою в родині вюртемберзького принца Фрідріха Ойгена та його дружини Фредеріки Бранденбург-Шведтської. Мала старших братів Фрідріха, Людвіга, Євгена, Вільгельма та Фердинанда, а також сестру Софію Доротею. Сімейство згодом поповнилося п'ятьма молодшими дітьми.
Перші чотири роки життя Фредеріка провела у Трептові, а у 1769 герцог із родиною виїхали до Монбельяру, де оселилися в Шато де Монбельяр. Літо вони проводили в палаці Етюпу.
У віці 15 років Фредеріка вступила в шлюб з 26-річним принцом Петером Фрідріхом Ольденбурзьким. Весілля відбулося 6 червня 1781 у Шато д'Етюп. Цей союз ще більше укріпив зв'язки між династіями Романових, оскільки однією з опікунок Петера Фрідріха була імператриця Катерина ІІ, а сестра Фредеріки була одружена з сином Катерини, спадкоємцем російського трону Павлом.
У шлюбі до 20 років народила двох синів. Влітку 1785 року чоловік став принцом-регентом Ольденбургу при психічнохворому кузені.
У 20 років Фредеріка Вюртембурзька померла в Ойтині після третіх пологів, народивши мертвого сина. Обох поховали у герцогському мавзолеї на цвинтарі Гертруди в Ольденбурзі.
Петер більше не одружувався. Батько Фредеріки за десять років став правлячим герцогом Вюртембергу.

## Родина
Чоловік — Петер I, великий герцог Ольденбурзький
Дітиː
- Август (1783—1853) — великий герцог Ольденбургу у 1829—1853 роках, був тричі одруженим, мав шестеро дітей;
- Георг Петер Фрідріх (1784—1812) — перебував на російській службі, був одруженим із великою княжною Катериною Павлівною, мав двох синів.